# Kazimierz Wianecki
Kazimierz Adam Wianecki vel Kranc, ps. Żar (ur. 10 stycznia 1896 w Krośnie, zm. 1940 w ZSRR) – major pilot Wojska Polskiego, działacz niepodległościowy, ofiara zbrodni katyńskiej.

## Życiorys
Urodził się 10 stycznia 1896 w Krośnie jako syn Franciszka (ur. 1858) i Marii z Wojnarów. Był bratem Józefa Bronisława (ur. 1884), majora łączności, Władysława (ur. 1887), urzędnika kolejowego, Alojzego Mariana (ur. 1898), urzędnika, odznaczonego Krzyżem Niepodległości i Jana Ludwika (1903–1940), podporucznika artylerii rezerwy, zamordowanego w Charkowie.
4 sierpnia 1914 wstąpił do oddziałów strzeleckich.
Po zakończeniu I wojny światowej i odzyskaniu przez Polskę niepodległości został przyjęty do Wojska Polskiego. 9 grudnia 1919 jako podoficer byłych Legionów Polskich pełniący służbę w 5 batalionie telegraficznym został mianowany z dniem 1 grudnia 1919 podporucznikiem Wojsk Łączności. Wziął udział w walkach podczas wojny polsko-bolszewickiej.
3 maja 1926 prezydent RP nadał mu stopień kapitana ze starszeństwem z dnia 1 lipca 1925 i 3. lokatą w korpusie oficerów łączności. Od 1928 był oficerem 6 pułku lotniczego we Lwowie. Od maja 1929 do września 1930 dowodził 64 eskadrą liniową, a od października 1934 do maja 1935 63 eskadrą towarzyszącą. W międzyczasie (grudzień 1934–styczeń 1935) był słuchaczem kursu w Dęblinie. Na stopień majora został mianowany ze starszeństwem z 1 stycznia 1936 i 4. lokatą w korpusie oficerów aeronautyki. W listopadzie 1937 został dowódcą IV dywizjonu towarzyszącego 6 pułku lotniczego we Lwowie.
Po wybuchu II wojny światowej i agresji ZSRR na Polskę z 17 września 1939 został aresztowany przez Sowietów. W 1940 został zamordowany przez funkcjonariuszy NKWD. Jego nazwisko znalazło się na tzw. Ukraińskiej Liście Katyńskiej opublikowanej w 1994 (został wymieniony na liście wywózkowej 72/1-26 oznaczony numerem 587; tożsamość została podana jako Kazimierz Wianiecki). Ofiary tej części zbrodni katyńskiej zostały pochowane na otwartym w 2012 Polskim Cmentarzu Wojennym w Kijowie-Bykowni.

## Ordery i odznaczenia
- Krzyż Niepodległości – 2 sierpnia 1931 „za pracę w dziele odzyskania niepodległości”[23][2][24]
- Krzyż Walecznych dwukrotnie
- Srebrny Krzyż Zasługi – 18 marca 1932 „za zasługi na polu organizacji i wyszkolenia wojska”[25][26]
- Odznaka Pamiątkowa Więźniów Ideowych[27]